# Santa Cruz el Chol
Santa Cruz el Chol é um município da Guatemala localizada no departamento de Baja Verapaz.